# Иммунологическая память
Иммунологическая память — это способность иммунной системы быстро и целенаправленно распознавать антиген, с которым организм ранее сталкивался, и инициировать соответствующий иммунный ответ. Как правило, это вторичные, третичные и другие последующие иммунные реакции на тот же антиген. Иммунологическая память отвечает за адаптивный компонент иммунной системы, специальные Т- и B- клетки — также называемые Т-лимфоциты и B-клетки. Иммунологическая память — основа вакцинации..

## Развитие иммунологической памяти

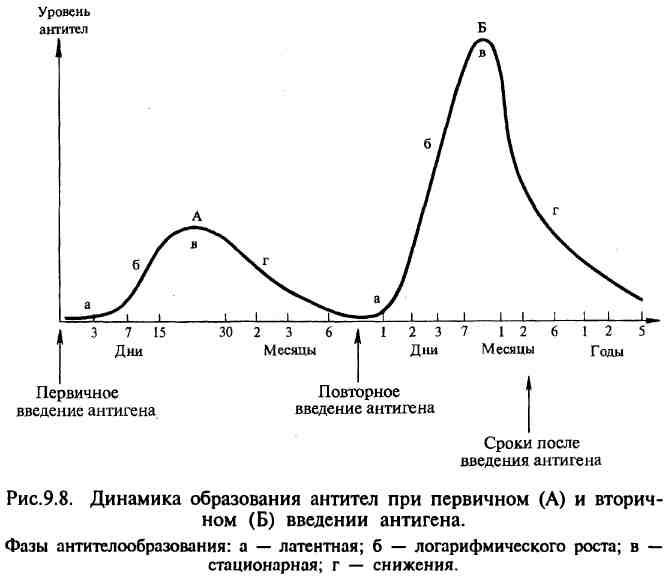
Динамика иммунного ответа. Благодаря формированию иммунологической памяти реинфекция в более поздние моменты времени приводит к быстрому увеличению продукции антител и эффекторной активности Т-клеток. Эти поздние инфекции могут быть лёгкими или даже незаметными.

Иммунологическая память возникает после первичного иммунного ответа против антигена. Таким образом, иммунологическая память создается каждым человеком индивидуально после предыдущего первоначального воздействия потенциально опасного агента. Течение вторичного иммунного ответа аналогично первичному иммунному ответу. После того как B-клетка памяти распознает антиген, она превращается в пептид: комплекс MHC II вместе с эффекторными Т-клетками. Это приводит к активации этих клеток и быстрой пролиферации клеток. После того, как первичный иммунный ответ исчез, эффекторные клетки иммунного ответа устраняются. Однако в организме остаются ранее созданные антитела, которые представляют собой гуморальный компонент иммунологической памяти и составляют важный защитный механизм при последующих инфекциях. Кроме образовавшихся антител в организме остаётся небольшое количество Т-и В-лимфоцитов, составляющих клеточный компонент иммунологической памяти. Они остаются в организме в состоянии покоя и при втором и последующих столкновениях с тем же антигеном эти клетки способны немедленно отреагировать и устранить антиген. Клетки памяти долго живут в организме вплоть до нескольких десятилетий.
Иммунитет к ветряной оспе, кори и некоторым другим заболеваниям сохраняется на всю жизнь. Иммунитет ко многим болезням со временем ослабевает. Реакция иммунной системы на некоторые заболевания, такие как лихорадка Денге, контрпродуктивно усугубляет следующую инфекцию (антителозависимое усиление инфекции)).
По состоянию на 2019 год учёные всё ещё пытаются выяснить, почему некоторые вакцины производят пожизненный иммунитет, в то время как эффективность других вакцин падает до нуля менее чем за 30 лет (для эпидемического паротита) или менее чем за шесть месяцев (для гриппа H3N2).

## B-лимфоциты
B-лимфоциты — это плазматические клетки, которые способны продуцировать антитела в течение длительного времени. В отличие от наивных В-клеток, участвующих в первичном иммунном ответе, реакция В-клеток памяти несколько отличается. B-лимфоциты уже подвергались клональной экспансии, дифференцировке и созреванию аффинности, поэтому они способны делиться в несколько раз быстрее и производить антитела с гораздо более высокой аффинностью (особенно IgG). И напротив, первичная плазматическая клетка полностью дифференцируется и не может быть дополнительно стимулирована антигеном для деления или увеличения продукции антител. Активность B-лимфоцитов во вторичных лимфатических органах наиболее высока в течение первых 2-х недель после заражения. Впоследствии, через 2-4 недели их реакция снижается. После реакции герминативного центра плазматические клетки памяти располагаются в костном мозге, который является основным местом выработки антител в рамках иммунологической памяти.

## T-лимфоциты
T-лимфоциты могут быть CD4+ и CD8+. Эти Т-лимфоциты не нуждаются в дальнейшей антигенной стимуляции для пролиферации; поэтому они не нуждаются в сигнале через MHC. T-лимфоциты можно разделить на две функционально различные группы на основе экспрессии CCR7 хемокинового рецептора CCR7. Этот хемокин указывает направление миграции во вторичные лимфатические органы. Те Т-лимфоциты, которые не экспрессируют CCR7 (это CCR7 -), имеют рецепторы для миграции к месту воспаления в ткани и представляют собой непосредственную популяцию эффекторных клеток. Эти клетки были названы эффекторными Т-лимфоцитами. После повторной стимуляции они продуцируют большое количество IFN-y, IL-4 и IL-5. А Т-лимфоциты CCR7 + напротив не обладают провоспалительной и цитотоксической функцией, но имеют рецепторы для миграции лимфатических узлов. Эти клетки были названы центральными Т-лимфоцитами. Они эффективно стимулируют дендритные клетки, и после повторной стимуляции способны дифференцироваться в CCR7 — эффекторные Т-лимфоциты. Обе популяции этих лимфоцитов происходят из наивных Т-клеток и остаются в организме в течение нескольких лет после первоначальной иммунизации.